# Erion Veliaj
Erion Veliaj (Tirana, 17 dicembre 1979) è un politico albanese, attuale sindaco di Tirana.
In precedenza ha ricoperto la carica di deputato del distretto di Argirocastro e di ministro del benessere sociale e della gioventù sotto il primo ministro Edi Rama. Nell'aprile 2015, Veliaj è stato nominato candidato sindaco del Partito Socialista nella città di Tirana.  Ha vinto le elezioni ed è entrato in carica il 31 luglio 2015.

## Biografia
Erjon Veliaj è nato a Tirana il 17 dicembre 1979, figlio di un ufficiale delle Forze armate albanesi.Ha studiato al Liceo "Sami Frasheri" di Tirana, per poi trasferirsi alla Grand Valley State University del Michigan dove sì è laureato in Scienze Politiche. Ha poi ricevuto il Master per l'Integrazione Europea all'Università del Sussex. Dopo essere tornato in Albania ha lavorato con Organizzazioni Umanitarie in Kosovo, America Latina e Africa.
Proveniente da una famiglia musulmana che in seguito abbandonò l'Islam e divenne atea. Entrando in contatto con i missionari degli Stati Uniti, Erion Veliaj si convertì all'evangelicalismo.

## Carriera politica

### MJAFT!
Veliaj è stato uno dei primi attivisti di MJAFT!, un'organizzazione civica creata nel 2003 con lo scopo di protestare contro le ingiustizie sociali e politiche in Albania. Presto divenne una delle figure centrali di MJAFT!, grazie alle sue numerose apparizioni in TV. Veliaj ha fatto parte di MJAFT! fino a novembre 2007. Suscitarono scandalo le controverse vignette su Maometto pubblicate su MJAFT! quando Veliaj ne era il capo.

### G99
Nel 2008, Erion Veliaj insieme ad altri attivisti di MJAFT!, fondò il G99 (Gruppo 99), un partito politico di centrosinistra.  Mentre inizialmente non allineato, il G99 finì per unirsi ad altri partiti politici della coalizione di centrosinistra nelle elezioni parlamentari del 2009. Veliaj fu il principale candidato del G99 per il distretto di Tirana. Nonostante l'attenzione dei media, Veliaj e G99 ottennero solo lo 0,86% dei voti, non riuscendo a ottenere un seggio in Parlamento. Nel 2011, abbandonò il G99 e si unisce al Partito socialista albanese.

### Partito Socialista
Nel Partito socialista, Veliaj fu nominato segretario per la gioventù e per l'emigrazione. Nel 2013, è stato nominato candidato per le elezioni parlamentari in rappresentanza del distretto di Argirocastro. La coalizione di partiti politici di centrosinistra vinse le elezioni e Veliaj fu nominato ministro della previdenza sociale e della gioventù nel nuovo gabinetto di Edi Rama.  Si dimise nel 2015 poiché fu nominato candidato per le elezioni comunali di Tirana.

### Sindaco di Tirana
Veliaj è stato eletto Sindaco di Tirana con il 53,58% dei voti, sconfiggendo il candidato del Partito Democratico, Halim Kosova e il candidato indipendente, Gjergj Bojaxhi.
La questione dell'inquinamento atmosferico urbano è una preoccupazione crescente a Tirana, per questo motivo nel settembre 2015, Tirana ha organizzato il suo primo giorno senza veicoli. Nel gennaio 2017 la nuova piazza Scanderbeg è stata inaugurata da Veliaj e dal Primo ministro Edi Rama. Nel luglio 2017 il comune di Tirana ha votato per aumentare in modo significativo la tariffa dell'acqua, Veliaj ha promosso questa azione sostenendo che alla fine avrebbe reso l'acqua potabile disponibile 24 ore al giorno e avrebbe contribuito a migliorarne l'accesso e la qualità.
Alle discusse elezioni comunali del 30 giugno 2019 è riconfermato sindaco di Tirana al primo turno, con il 94,21% dei voti.